# Омоље
Омоље је насељено мјесто у Босни и Херцеговини у општини Томиславград које административно припада Федерацији Босне и Херцеговине. Према попису становништва из 1991. у насељу је живјело 670 становника.

## Географија
Налази се испод планинског врха Орловкук (1.391 m).

## Историја
Писани траг о постојању становника на подручју данашњег Омоља сежу у годину 1743. гдје се у црквеним списима жупе Сеоница спомињу становници насеља. Трагови насебине потичу још од илирских времена. Изнад села налази се неистражени историјски локалитет под називом „Грепчић“ за који се претпоставља да је из илирског доба. Доласком Словена на подручје данашњег Дувањског поља и крунисања хрватског краља Томислава (према предању око километар сјеверозападно од села) долази до потискивања и асимилације Илира на цијелом подручју Дувањског поља.

## Становништво
| Националност       | 1991.        | 1981. | 1971. |
| Хрвати             | 667 (99,55%) |       |       |
| Муслимани          | 0            |       |       |
| Срби               | 0            |       |       |
| Југословени        | 0            |       |       |
| остали и непознато | 3 (0,45%)    |       |       |
| Укупно             | 670          | '     | '     |